# 甘麻剌
甘麻剌（1263年—1302年2月8日），孛儿只斤氏，元世祖忽必烈之孫、元朝太子真金的長子、元成宗之長兄、元武宗之伯父、元泰定帝也孫鐵木兒之父。母亲是阔阔真王妃徽仁裕聖皇后，弘吉剌氏，娶弘吉剌部的普顏怯里迷失为正妻王妃。1290年被封为梁王，出镇云南，1292年改封晋王，移镇漠北，1302年2月8日去世。
1323年元英宗在南坡之变中被刺杀，甘麻剌的儿子也孙铁木儿登基称帝，是为元泰定帝。1324年，元泰定帝追尊其父亲甘麻剌為皇帝，为甘麻剌上庙号显宗，汉文谥号光圣仁孝皇帝，升附太庙。1328年，元文宗毀其廟室。

## 生平
甘麻剌自少為祖母昭睿順聖皇后（察必皇后）養育，時常侍奉祖父元世祖，未嘗離左右，畏慎不妄言，言必無隱。
至元中，奉旨鎮北邊，叛王岳木忽兒等聞其至，望風請降。既而都阿、察八兒等諸王遣使求和，邊境以寧。嘗出征駐金山，會大雪，擁火坐帳內，歡甚，顧謂左右曰：“今日風雪如是，吾與卿處猶有寒色，彼從士亦人耳，腰弓矢、荷刃周廬之外，其苦可知。”遂命饔人大爲肉糜，親嘗而遍賜之。撫循部曲之暇，則命也滅堅以國語講《通鑒》。戒其近侍太不花曰：“朝廷以籓屏寄我，事有不逮，正在汝輩輔助。其或依勢作威，不用我命，輕者論遣，大者奏聞耳，宜各慎之。使百姓安業，主上無北顧之憂，則予與卿等亦樂處于此，乃所以報國家也。”
至元二十六年（1289年），世祖以其居邊日久，特命獵于柳林之地。率衆至漷州，恐廩膳不均，令左右司之，分給從士，仍飭其衆曰：“汝等飲食既足，若複侵漁百姓，是汝自取罪謫，無悔。”衆皆如約，民賴以安。北還，覲世祖于上京，世祖勞之曰：“汝在柳林，民不知擾，朕實嘉焉。”
至元二十七年（1290年）冬，封梁王，授以金印，出鎮雲南。過中山，又明年春過懷、孟，從卒馬駝之屬不下千百計，所至未嘗橫取於民。
至元二十九年（1292年），改封晉王，移鎮漠北草原，統領太祖四大斡耳朵及軍馬、達達國土，更鑄晉王金印授之。中書省臣言于世祖曰：“諸王皆置傳，今晋王守太祖肇基之地，視諸王宜有加，請置內史。”世祖從之，遂以北安王傅禿歸、梁王傅木八剌沙、雲南行省平章賽陽幷爲內史。明年，置內史府。又明年，世祖崩，晉王聞訃，奔赴上都。諸王大臣咸在，晉王曰：“昔皇祖命我鎮撫北方，以衛社稷，久曆邊事，願服厥職。母弟鐵木耳仁孝，宜嗣大統。”於是其弟成宗即帝位，而晉王複歸籓邸。
元貞元年（1295年），塔塔兒部年穀不熟，檄宣徽院賑之。又答答剌民饑，請朝廷賑之。詔賜王鈔千萬貫，及銀帛有差。皇太后複以雲南所貢金器，遣朵年來賜。是歲冬，奉詔以知樞密院事札散、同知徽政院事阿裏罕爲內史。大德二年，詔給秫米五百石。
大德五年（1301年），成宗以邊士貧乏，分給鈔一千萬貫。
晉王天性仁厚，禦下有恩。元贞初，籓邸屬官審伯年老，請以其子代之。內史言於王，王曰：“惟天子所命。”其自守如此，故尤爲朝廷所重。然崇尚浮屠，命僧作佛事，歲耗財不可勝計
大德六年正月初十日（1302年2月8日），晉王薨，年四十。王薨後十年，元仁宗即位，諡晉王獻武。晉王有三子，依序為松山、也孫帖木兒、迭里哥兒不花。
至治三年（1323年）八月，元英宗在南坡之变中被杀；九月，甘麻剌的儿子晋王也孙铁木儿在漠北草原登基称帝，是为元泰定帝。
至治三年十二月十一日（1324年1月7日），元泰定帝追尊其父亲甘麻剌為皇帝，为甘麻剌上庙号显宗，汉文谥号光圣仁孝皇帝。在太廟的祀奉順位上，顯宗甘麻剌和其弟順宗、成宗依序納入右穆的第二室至第四室。
致和元年七月初十日（1328年8月15日），元泰定帝在上都病逝。同年九月，其幼子阿速吉八在上都登基称帝，是为元天顺帝；同時元武宗之子元文宗在大都登基称帝，以追究泰定帝涉嫌謀殺英宗奪位為號召，双方交战一个月。
致和元年十月十三日（1328年11月14日），元文宗接收了上都和玉璽，而元天顺帝在失败后下落不明。同月廿九日（1328年11月30日），元文宗從太廟移除了顯宗的廟室，且在官方名分上把順宗、成宗等人在右穆的順位往前挪。

## 家庭

### 父母
- 真金太子，1261年被封为燕王，1273年被封为皇太子，1286年去世，1293年元世祖上谥号明孝太子，1294年元成宗追尊为皇帝，上庙号元裕宗
- 阔阔真王妃，1294年元成宗登基后尊为皇太后，1300年去世后元成宗上谥号徽仁裕聖皇后

### 兄弟姐妹
- 答剌麻八剌，1286年真金太子去世后元世祖本打算立为皇太子，但因病1292年去世，1307年元武宗追尊为皇帝，上庙号元順宗，母亲阔阔真王妃
- 元成宗 鐵穆耳，1293年受皇太子宝，1294年元世祖去世后登基称帝，1307年去世，母亲阔阔真王妃
- 赵国公主 忽答迭迷失，下嫁阔里吉思
- 鲁国公主 南阿不剌，下嫁蛮子台

### 妻妾
- 正妻 普顏怯里迷失王妃，1324年元泰定帝上谥号宣懿淑圣皇后
- 拜拜海妃子
- 忽上海妃子

### 子女
- 长子 松山，1293被封为梁王，出镇云南。1309年，元武宗封老的为云南王，代替松山镇守云南，不久之后，松山去世。
- 次子 元泰定帝也孙铁木儿，生母普顏怯里迷失王妃，1302年襲封晉王，1323年元英宗被刺杀后登基称帝，1328年去世。
- 三子 迭里哥兒不花。1307年元武宗封北宁王，赐螭纽银印。1309年，元武宗以阿速卫五百人隶之，命他驻和林。1311年，改封湘宁王，换金印，食湘乡州宁乡县六万五千户。1323年去世。
- 蓟国公主 卜答失里，下嫁高丽忠宣王王璋为王后
- 赵国公主 阿剌的纳八剌，下嫁注安
- 壽寧公主，下嫁乃马真氏，生撒答八剌皇后（即八不沙皇后）

## 相關文献
- 《元史·显宗传》
- 《元史》卷106《后妃表》
- 《元史》卷107《宗室世系表》
- 《元史》卷108《诸王表》
- 《元史》卷109《诸公主表》

## 延伸阅读
[在维基数据编辑]
 《元史·卷115》，出自宋濂《元史》
 《新元史/卷113》，出自柯劭忞《新元史》